# Remember the Urge (single)
"Remember the Urge" es un sencillo de la banda de visual kei japonesa the GazettE. Fue lanzado el 31 de agosto de 2011 en dos ediciones. La primera edición, Optical Impression, incluye las pistas "Clever Monkey", "Remember the Urge" y un DVD del videoclip del mismo. La segunda edición, Auditory Impression, incluye una pista extra, "Chijou". El sencillo alcanzó la sexta posición en las listas japonesas de la Oricon. 

## Pistas
Todas las canciones escritas y compuestas por the gazettE. 
| Disco Uno (CD) |                     |          |  |
| N.º            | Título              | Duración |  |
| 1.             | «Remember The Urge» | 4:04     |  |
| 2.             | «Clever Monkey»     | 2:58     |  |
| 7:02           |                     |          |  |

| Disco Dos (DVD) |                                            |          |  |
| N.º             | Título                                     | Duración |  |
| 1.              | «"「REMEMBER THE URGE」MUSIC CLIP+MAKING"» |          |  |

| Disco Uno (CD) |                     |          |  |
| N.º            | Título              | Duración |  |
| 1.             | «Remember The Urge» | 4:04     |  |
| 2.             | «Clever Monkey»     | 2:58     |  |
| 3.             | «Chijou»            | 3:24     |  |
| 10:26          |                     |          |  |